# Parsifal (Sigrid Combüchen)
Parsifal är en framtidsroman från 1998, skriven av Sigrid Combüchen, utgiven på Norstedts. Den baseras på den medeltida Artursagan där Parsifal är en av riddarna av det runda bordet.